# Ḩallāj-e Soflá
Ḩallāj-e Soflá (persiska: حلاج سفلی) är en ort i Iran.   Den ligger i provinsen Östazarbaijan, i den nordvästra delen av landet, 400 km väster om huvudstaden Teheran. Ḩallāj-e Soflá ligger 1 305 meter över havet och antalet invånare är 305.
Terrängen runt Ḩallāj-e Soflá är huvudsakligen kuperad, men åt sydost är den platt. Runt Ḩallāj-e Soflá är det ganska glesbefolkat, med 47 invånare per kvadratkilometer. Närmaste större samhälle är Dādlū, 8,7 km öster om Ḩallāj-e Soflá. Trakten runt Ḩallāj-e Soflá består i huvudsak av gräsmarker.